# Duperreya
Duperreya es un género con tres especies de plantas con flores perteneciente a la familia de las convolvuláceas.

## Descripción
Son enredaderas sufrutices, con las raíces fibrosas. Las hojas linear-oblongas, enteras, venación cartácea, con un solo par de venas secundarias que salen por encima del disco de soporte; pecíolo terete. Flores solitarias, axilares. Las frutas en utrículo.

## Taxonomía
El género fue descrito por Jacques Denis Choisy   y publicado en Voyage Monde Bot. 1828. La especie tipo es: Duperreya sericea Gaudich.

## Especies
- Duperreya commixta (Staples) Staples
- Duperreya halfordii R.W.Johnson
- Duperreya sericea Gaudich.